# Kupfer(I)-bromid
Kupfer(I)-bromid ist ein Kupfersalz des Bromwasserstoffs mit der Verhältnisformel CuBr. Kupfer besitzt hierbei die Oxidationsstufe +1.

## Darstellung
Kupfer(I)-bromid kann durch die Reaktion elementaren Kupfers mit Bromwasserstoffsäure hergestellt werden. Dazu wird elementares Kupfer mit einer etherischen Lösung von HBr umgesetzt und das entstehende HCuBr2 mit Waser zersetzt
{\displaystyle \mathrm {2\ Cu\ +2\ HBr\longrightarrow \ 2\ CuBr\ +H_{2}} }
Eine weitere Synthesemöglichkeit besteht in der Reduktion von Kupfer(II)-bromid. Als Reduktionsmittel können beispielsweise Sulfitverbindungen dienen.
{\displaystyle \mathrm {2\ CuBr_{2}\ +\ SO_{3}^{2-}\ +\ H_{2}O\longrightarrow } } {\displaystyle \mathrm {2\ CuBr\ +SO_{4}^{2-}+2\ HBr} }
Diese Reduktion kann auch beim Kochen des Kupfer(II)-bromids in saurer Lösung mit einem Überschuss an Kupfer erfolgen.
{\displaystyle \mathrm {CuBr_{2}\ +\ Cu\longrightarrow } } {\displaystyle \mathrm {2\ CuBr} }
Ebenfalls möglich ist die Synthese durch Reaktion von Kupfersulfat-Pentahydrat mit Kaliumbromid und Schwefeldioxid.
{\displaystyle \mathrm {2\ CuSO_{4}\cdot 5H_{2}O+2\ KBr+SO_{2}+2\ H_{2}O\longrightarrow 2\ CuBr+2\ H_{2}SO_{4}+K_{2}SO_{4}} }

## Eigenschaften
Das eigentliche Salz ist farblos. Seine grünliche Farbe erhält es durch Verunreinigungen mit Kupfer(II)-Ionen. Kupfer(I)-bromid ist unlöslich in den meisten Lösungsmitteln. Es ist schwerlöslich  in Wasser, aber löslich in Halogenwasserstoffsäuren, Salpetersäure und wässrigem Ammoniak. Kupfer(I)-bromid tritt in drei Modifikationen auf. Unterhalb von 391 °C liegt es als γ-CuBr mit einer Kristallstruktur vom Zinkblende-Typ und der Raumgruppe F43m (Raumgruppen-Nr. 216) (a = 5,691 Å) vor. β-CuBr mit einer Kristallstruktur vom Wurtzit-Typ liegt zwischen 391 °C und 470 °C vor. α-CuBr mit einer kubischen Kristallstruktur oberhalb 470 °C.

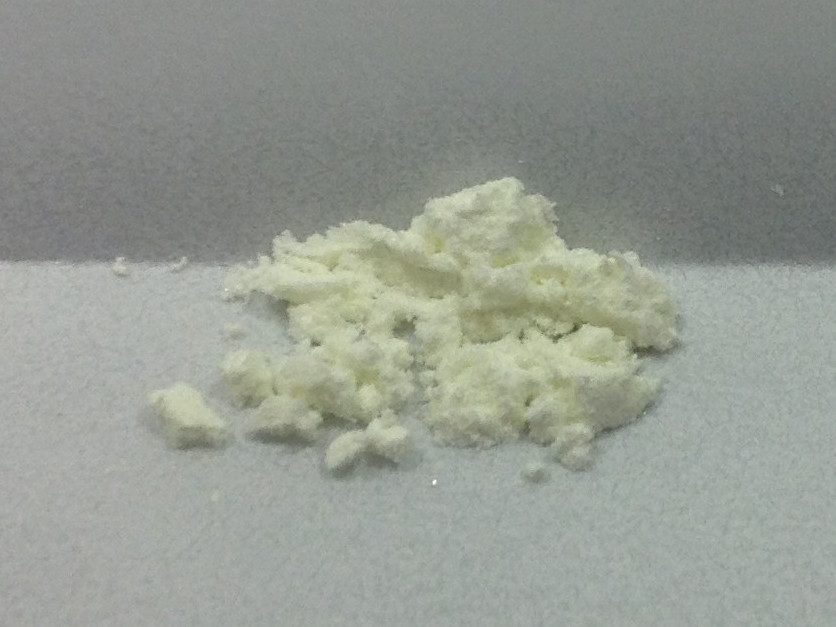
Kupfer(I)-bromid
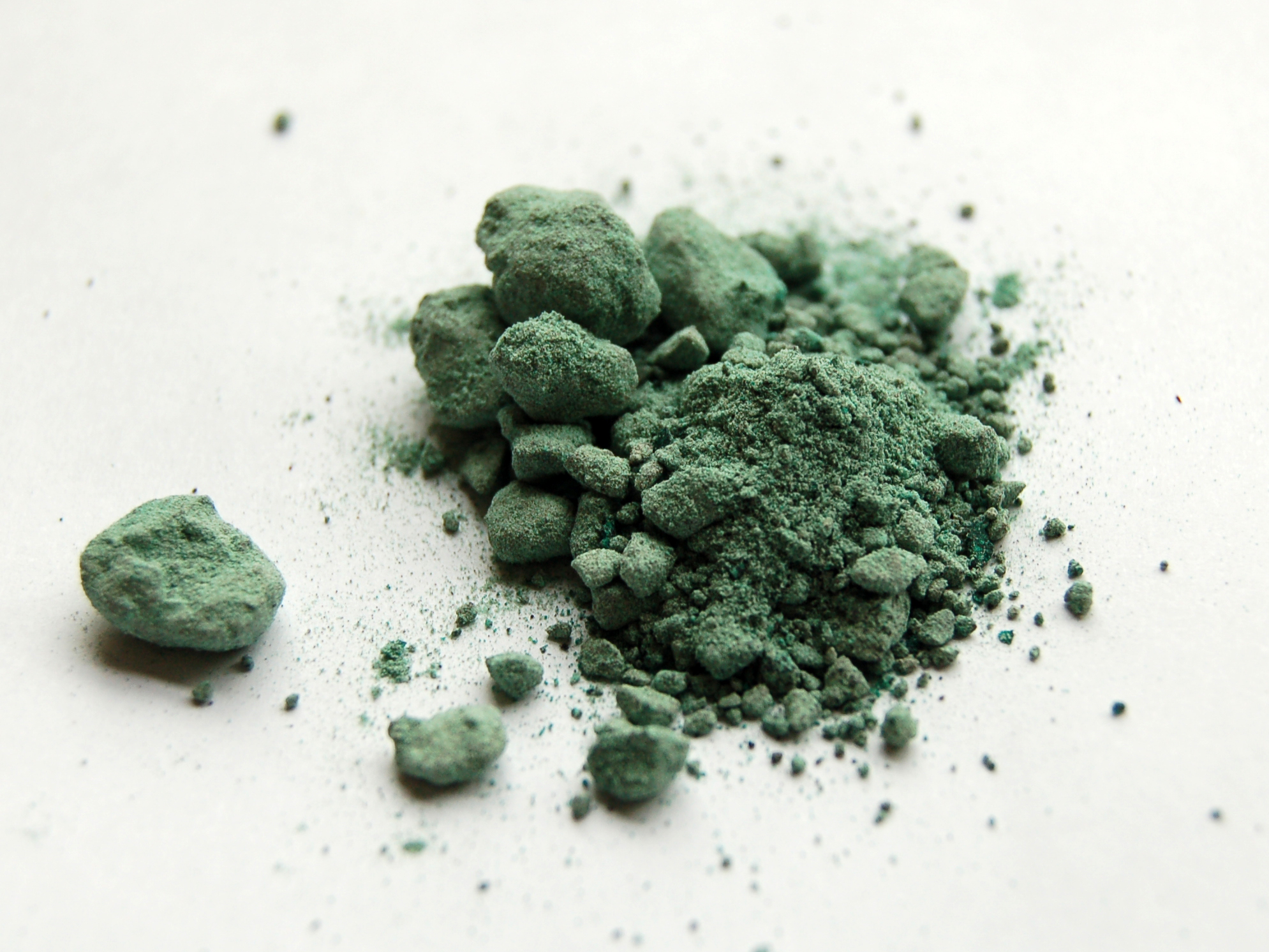
Kupfer(I)-bromid (oxidiert)

## Verwendung
Ein Einsatzgebiet von Kupfer(I)-bromid ist die Sandmeyer-Reaktion. Hier wird es als Katalysator zur Synthese von Arylbromiden aus Arylaminen über die entsprechenden Diazoniumsalze eingesetzt. Bei thermischer Anregung erzeugt gasförmiges Kupfer(I)-bromid blaues Licht, das eine höhere Farbsättigung aufweist als das durch Kupfer(I)-chlorid emittierte Licht. Kupfer(I)-bromid ist daher ein geeigneter Emitter für pyrotechnische Leuchtsätze.